# Мистельгау
Мистельгау (нем. Mistelgau) — община  в Германии, в Республике Бавария. 
Подчиняется административному округу Верхняя Франкония. Входит в состав района Байройт.  Население составляет 3837 человек (на 31 декабря 2010 года). Занимает площадь 39,43 км². Местные регистрационные номера транспортных средств (коды автомобильных номеров) (нем. Kraftfahrzeugkennzeichen) — BT.
Община подразделяется на 23 сельских округа.

## Население
По оценке на 31 декабря 2015 года население общины Мистельгау составляет 3775 чел. 

| Дата      | 1840 | 1871 | 1900 | 1925 | 1939 | 1950 | 1961 | 1970 | 1987 | 2011 |
| --------- | ---- | ---- | ---- | ---- | ---- | ---- | ---- | ---- | ---- | ---- |
| Население | 3218 | 3332 | 2813 | 2714 | 2559 | 3628 | 2952 | 2993 | 3133 | 3793 |

| Год       | 1960 | 1970 | 1980 | 1990 | 2000 | 2009 | 2010 | 2011 | 2012 | 2013 | 2014 | 2015 |
| --------- | ---- | ---- | ---- | ---- | ---- | ---- | ---- | ---- | ---- | ---- | ---- | ---- |
| Население | 2927 | 3003 | 3005 | 3246 | 3739 | 3865 | 3837 | 3774 | 3736 | 3716 | 3741 | 3775 |